# Pseudopatellina conigena
Pseudopatellina conigena är en svampart som först beskrevs av Gustav Niessl von Mayendorf, och fick sitt nu gällande namn av Franz Xaver von Höhnel 1908. Pseudopatellina conigena ingår i släktet Pseudopatellina, divisionen sporsäcksvampar och riket svampar.   Inga underarter finns listade i Catalogue of Life.